# Кронберг, Юлиус
Йохан Юлиус Фердинанд Кронберг (швед. Johan Julius Ferdinand Kronberg; 11 декабря 1850, Карлскруна — 17 октября 1921, Стокгольм) — шведский художник. Кронберг украсил многие известные здания в Стокгольме. Его работы представлен в Национальном музее.

## Биография

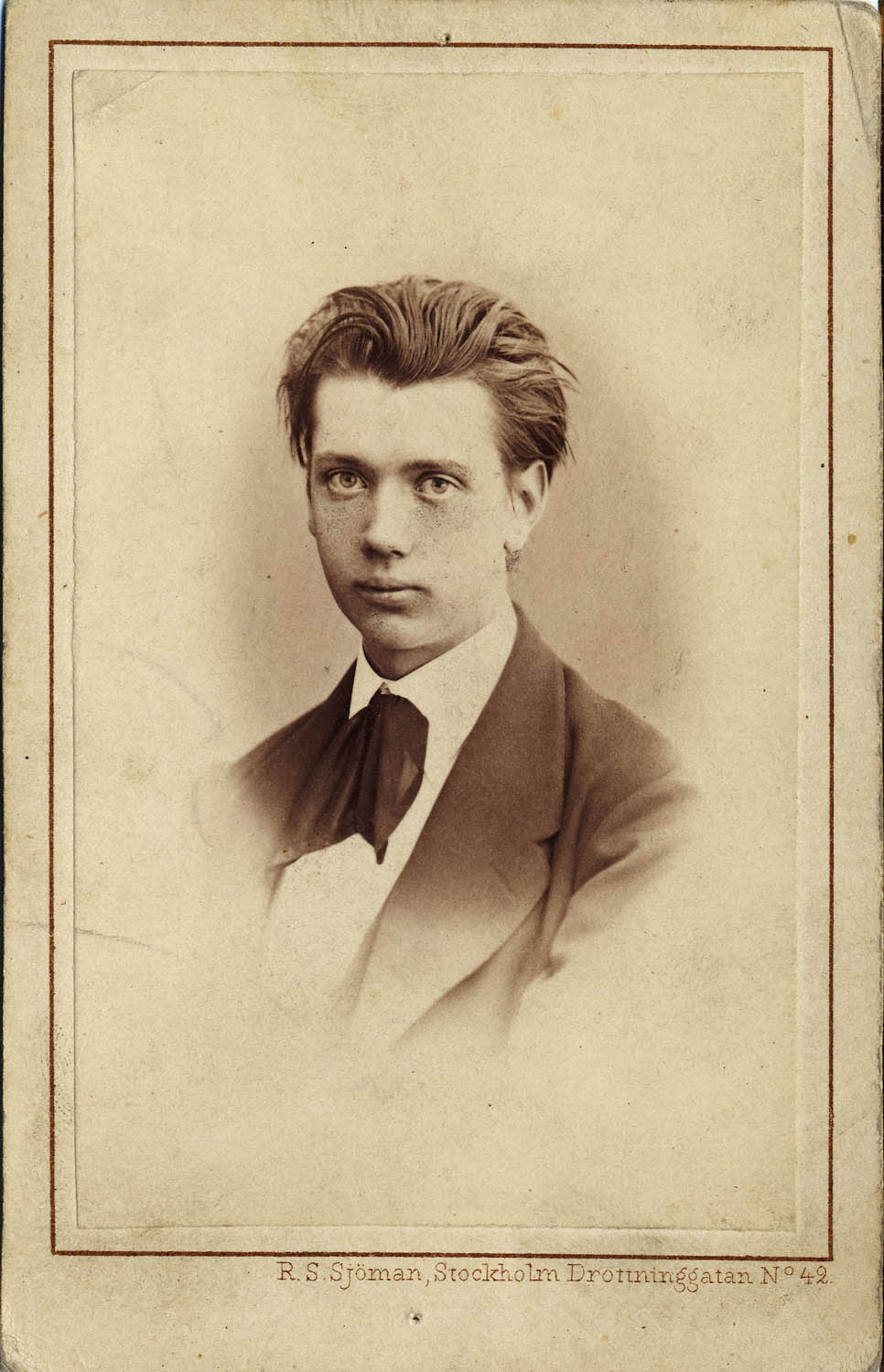
Юлиус Кронберг в 1869 году.

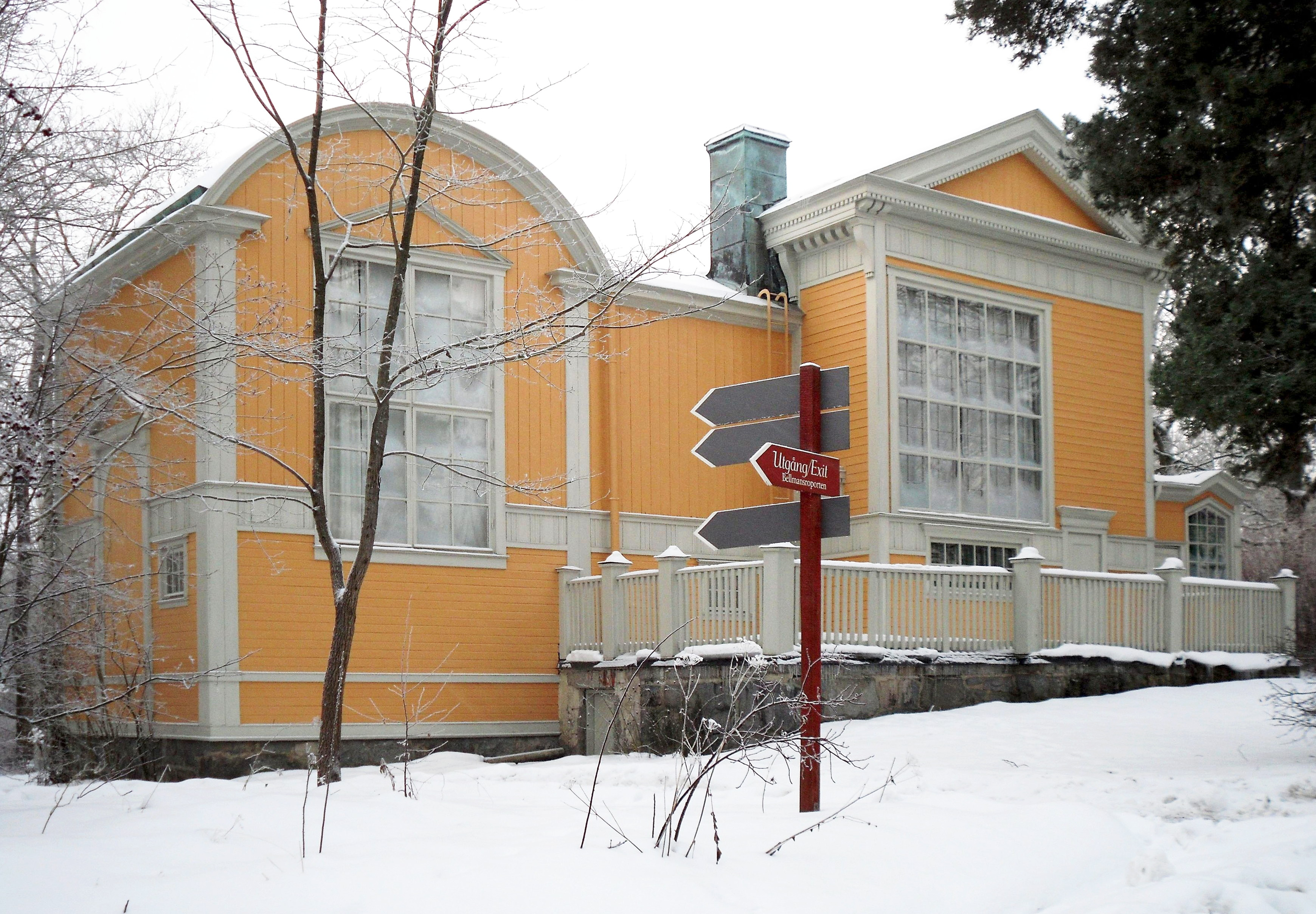
Реконструированная студия в Скансене.

Юлиус Кронберг родился в городе Карлскруна, Швеция, в 1850 году. В возрасте 13 лет он был принят в Шведскую Королевскую Академию изящных искусств. В 1870 году он был награждён золотой медалью за изображение Короля Густава I Васа, во время правления которого был осуществлён перевод Библии на шведский язык (Изображение было использовано для почтовой марки 1941 года). Он учился у Юхана Кристоффера Боклунда художника-историка, который оказал большое влияние на его стиль, и, в течение короткого времени, у Йохана Фредрика Хекерта. Получив стипендию путешественника в 1873 году он посетил Копенгаген, Дюссельдорф и Париж.
После короткого пребывания в Венеции, он провел значительное время находясь в Мюнхене. Именно там он заинтересовался декоративной живописью и познакомился с работами Ганса Макарта, которые произвели на него сильное впечатление. В 1876 году его картина «Нимфа и фавн» получила высокую оценку Августа Стриндберга и привела к тому, что он стал «agré» (своего рода кандидатом в члены) Королевской академии.
Он поселился в Риме в 1877 году и осветлил свою палитру, немного следуя стилю Джованни Баттисты Тьеполо. Вернувшись в Стокгольм в 1889 году, он открыл студию в Норра-Юргордене и специализировался на архитектурной живописи. Его мотивы обычно были взяты из мифологии или Библии, а также произведений Шекспира.
Среди его самых известных работ — три потолочные росписи на западной лестнице Стокгольмского дворца, изображение жизни Иисуса на куполе церкви Адольфа Фредрика и авансцена с изображением Эроса в Королевском драматическом театре.
В 1894 году он совершил последнюю учебную поездку в Вюрцбург, Мадрид и Венецию, где сосредоточился на потолочных росписях Тьеполо. В следующем году он принял должность профессора в Королевской академии, но, к большому разочарованию своих студентов, в 1898 году подал в отставку.
В 1885 году он отказался подписать петицию с критикой методов преподавания в Королевской академии, и его отношения с «Konstnärsförbundet» (Ассоциацией художников) значительно охладели. К 1900 году их противоречивые взгляды достигли такой степени, что он начал уходить из общественной жизни. Он замкнулся в себе, и его работы стали однообразными. Позже у него появился интерес к теологии. В последние годы жизни он страдал от рака.
После смерти Кронберга в Стокгольме в 1921 году его студия была передана в дар Северному музею и перенесена за счет Вильгельмины фон Халльвиль в Скансен в Стокгольме.
В студии была сделана фотография для обложки последнего студийного альбома шведской музыкальной группы ABBA The Visitors, 1981 года.
Его работы можно увидеть в Гётеборгском художественном музее, Скансене и Халльвюльском музее.

## Стиль
Кронберг часто рисовал фигуры по мифологическим мотивам, например, из Библии или произведений Уильяма Шекспира. Он черпал вдохновение, в частности, у Рубенса и Тициана, а также у мюнхенской живописи. Во время пребывания в Риме его вдохновлял, в частности, Тьеполо.

## Галерея

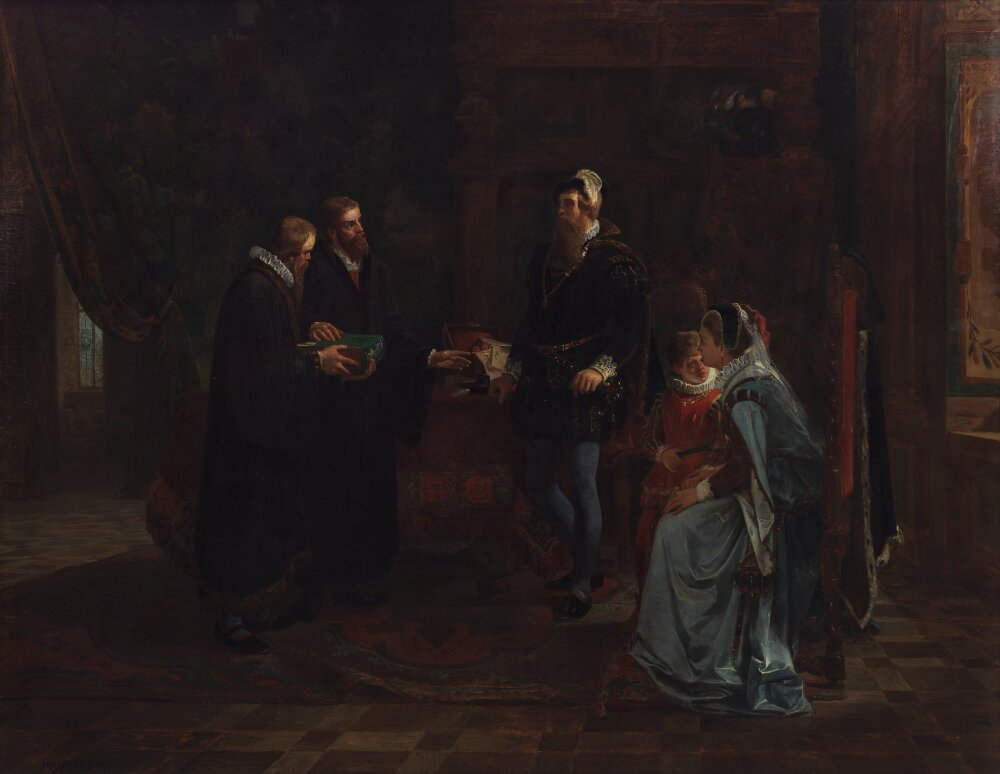
«Король Швеции Густав I Васа получает перевод Библии на шведский язык» (1870)
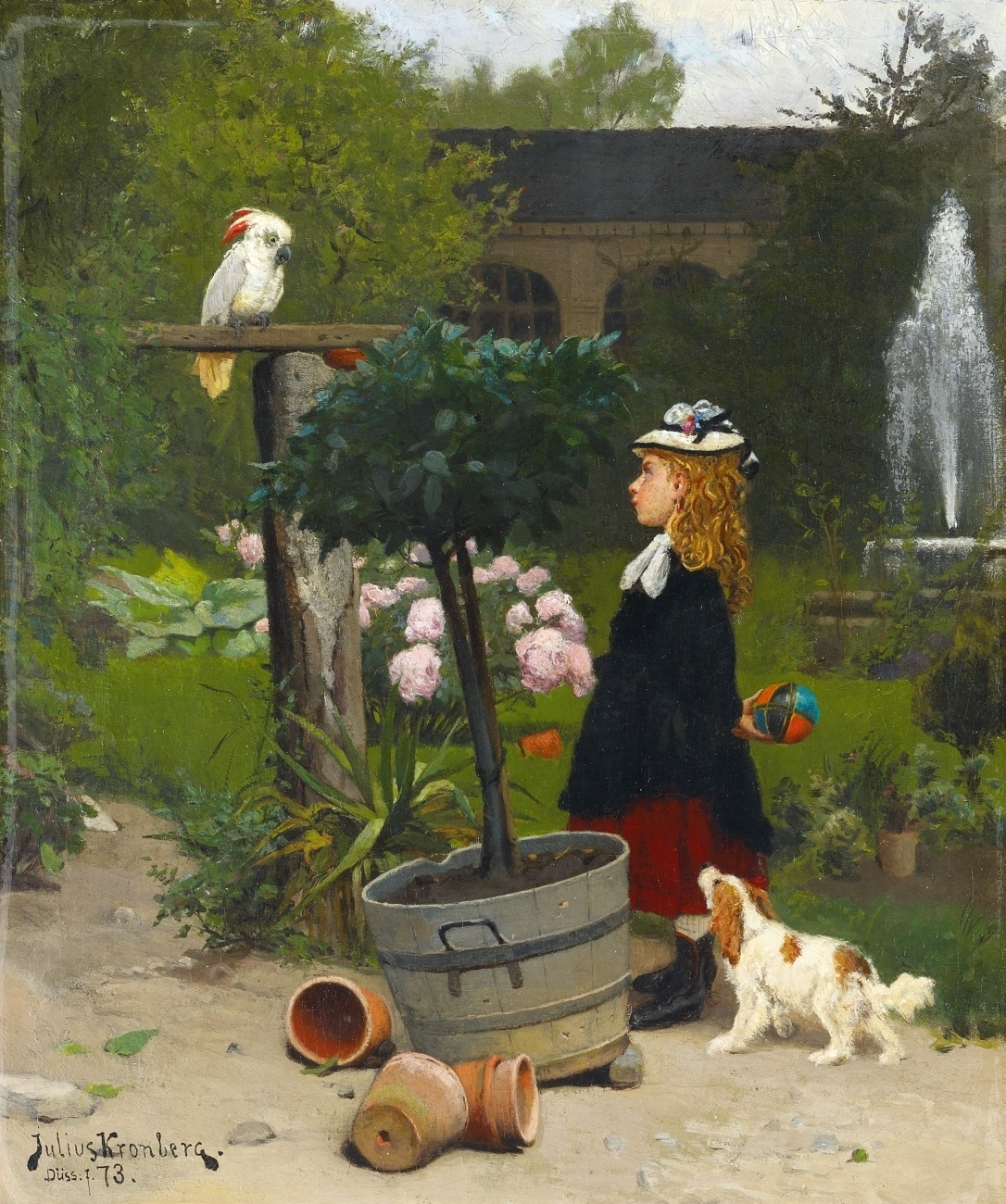
«Новый товарищ по играм» (1873)
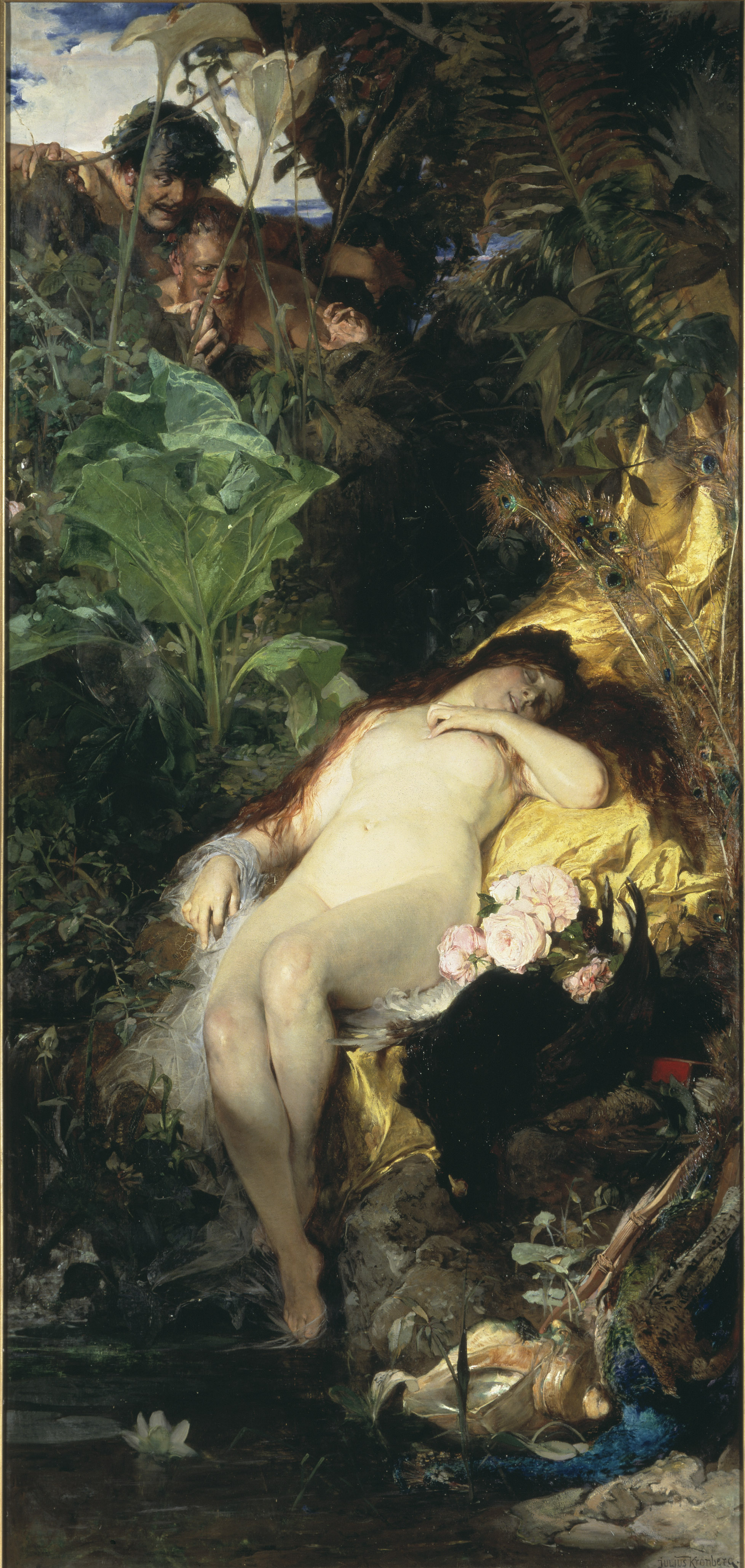
«Нимфа и фавн» (1875)
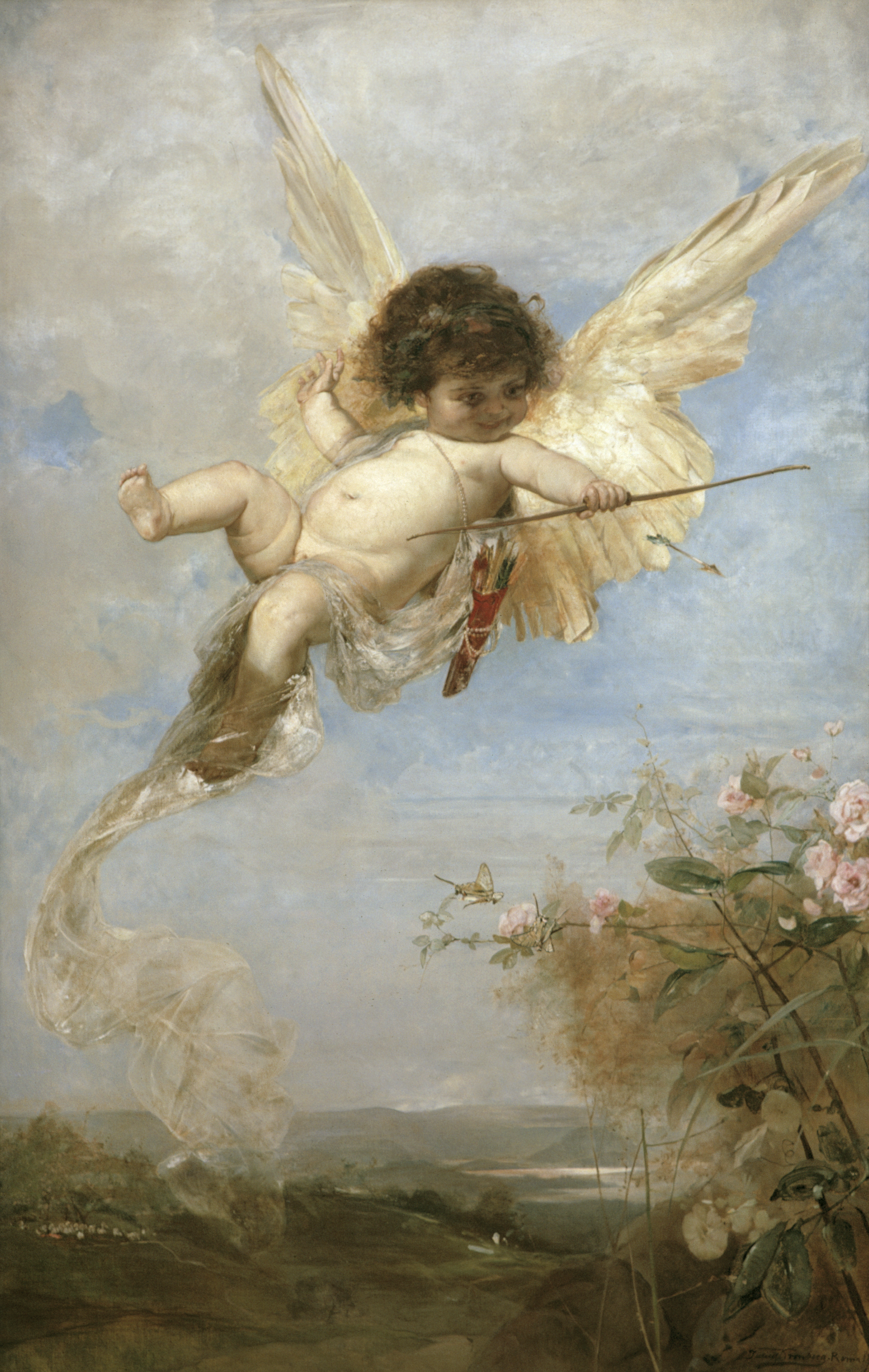
«Купидон с луком» (1878)
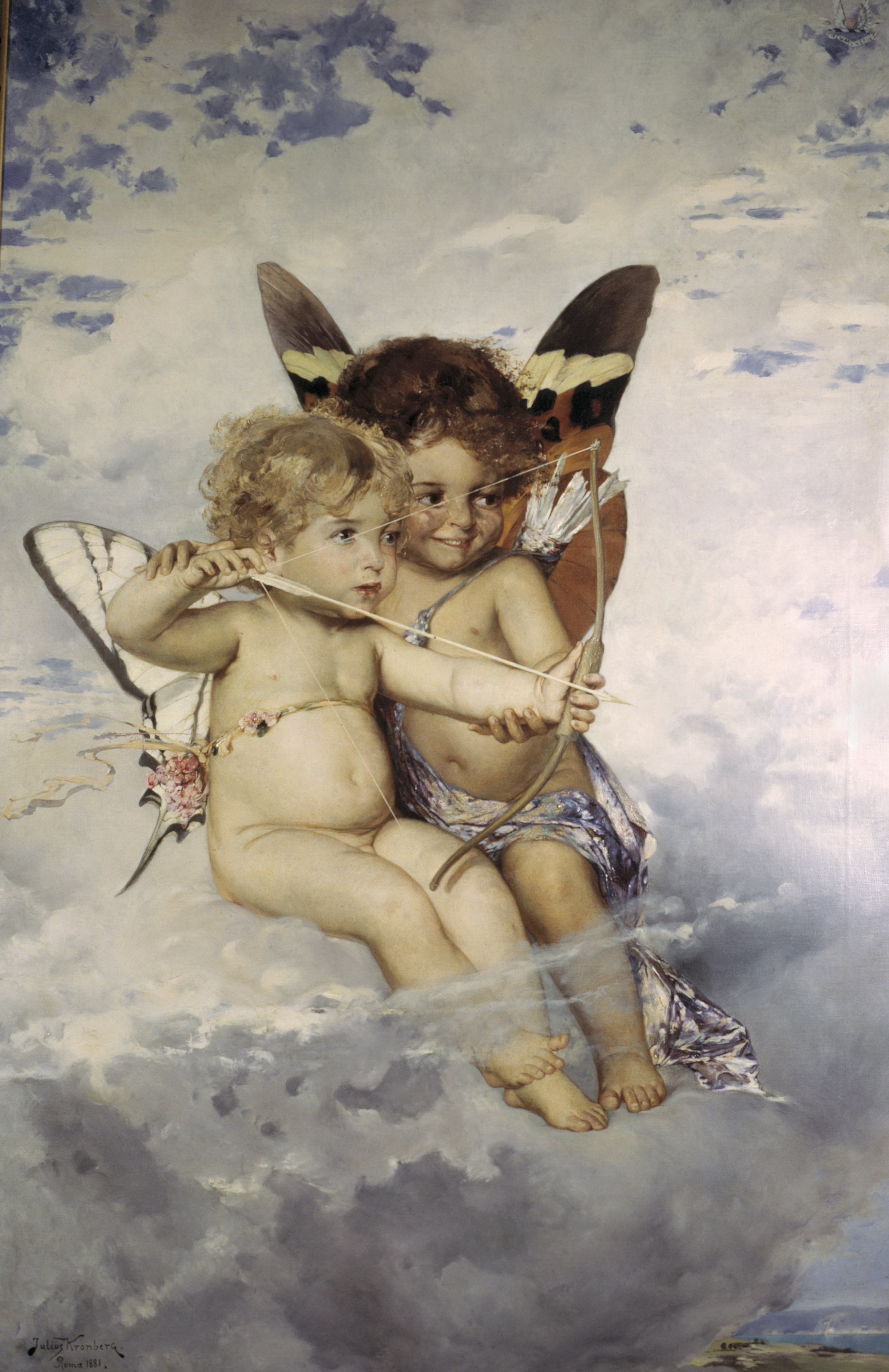
«Купидоны» (1881)
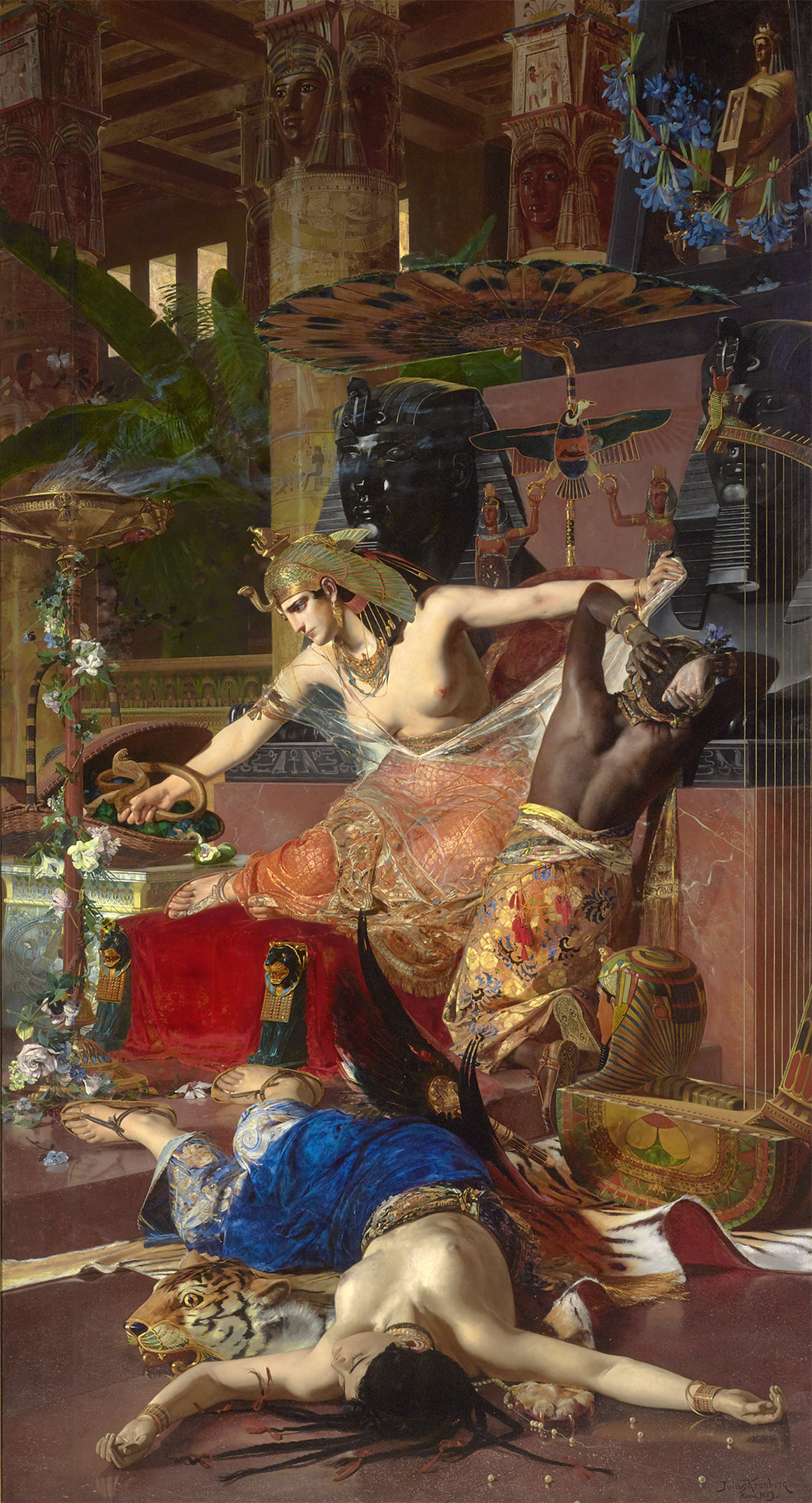
«Клеопатра» (1883)
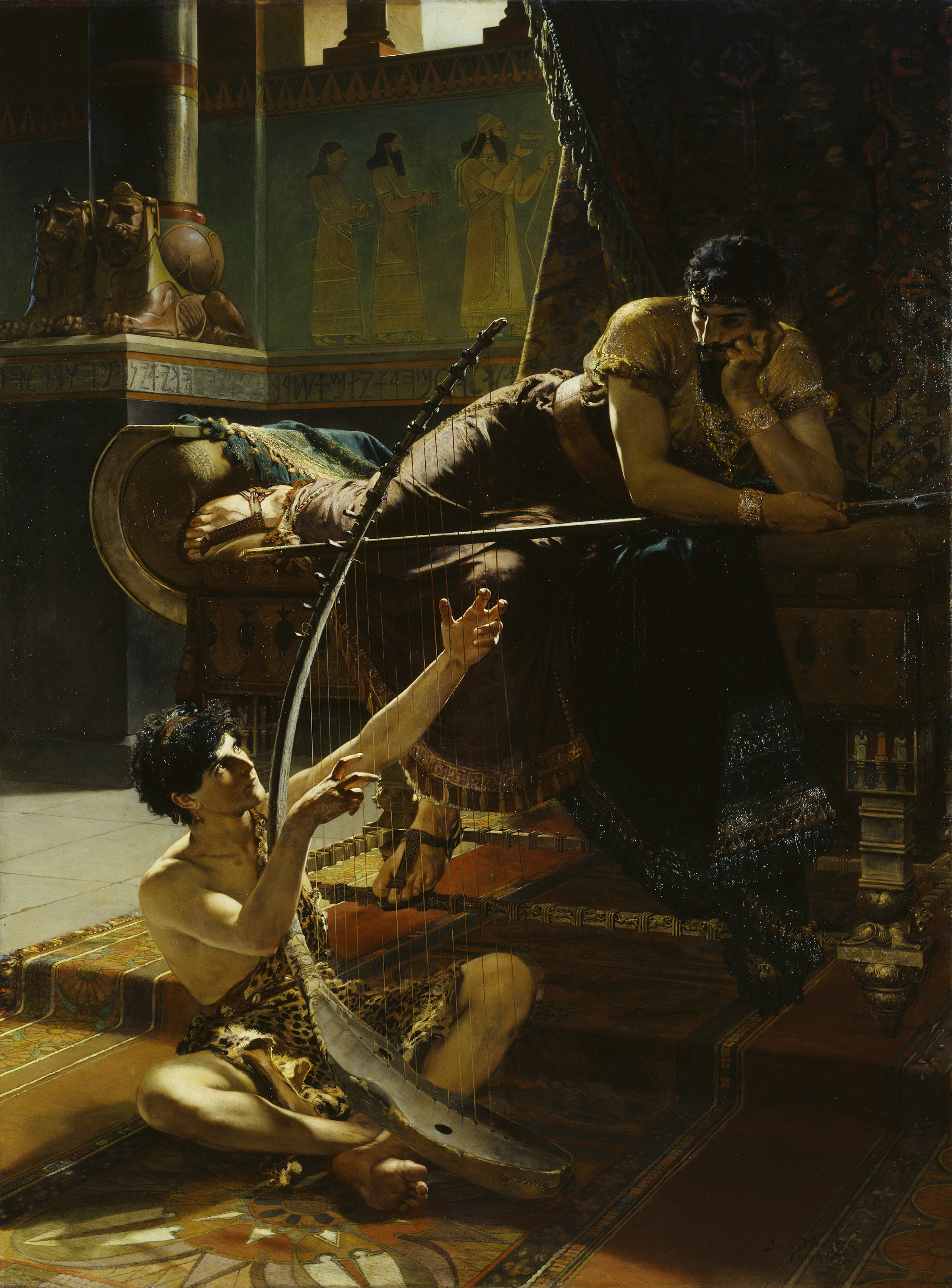
«Давид и Саул» (1885)
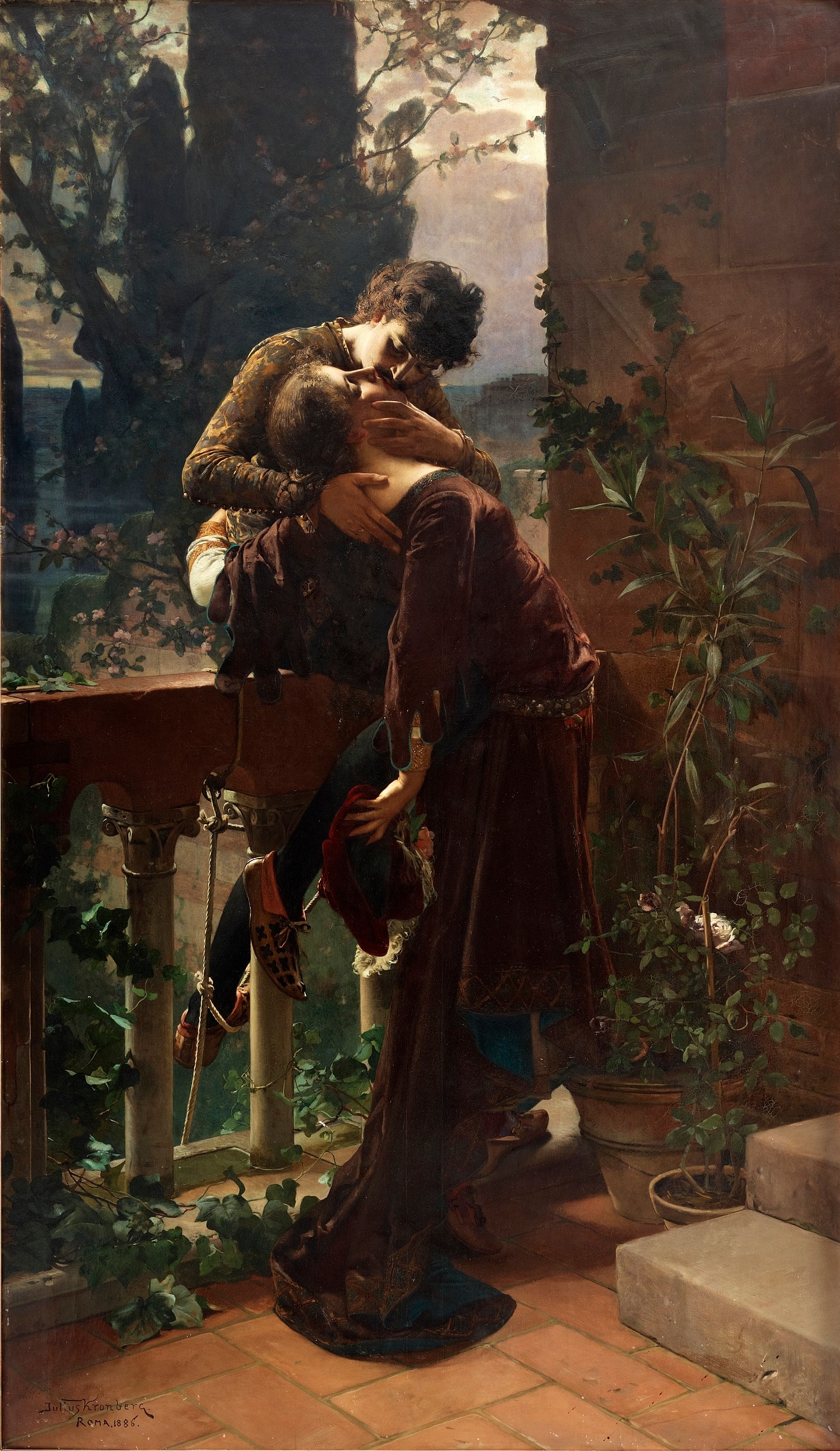
«Ромео и Джульетта на балконе» (1886)
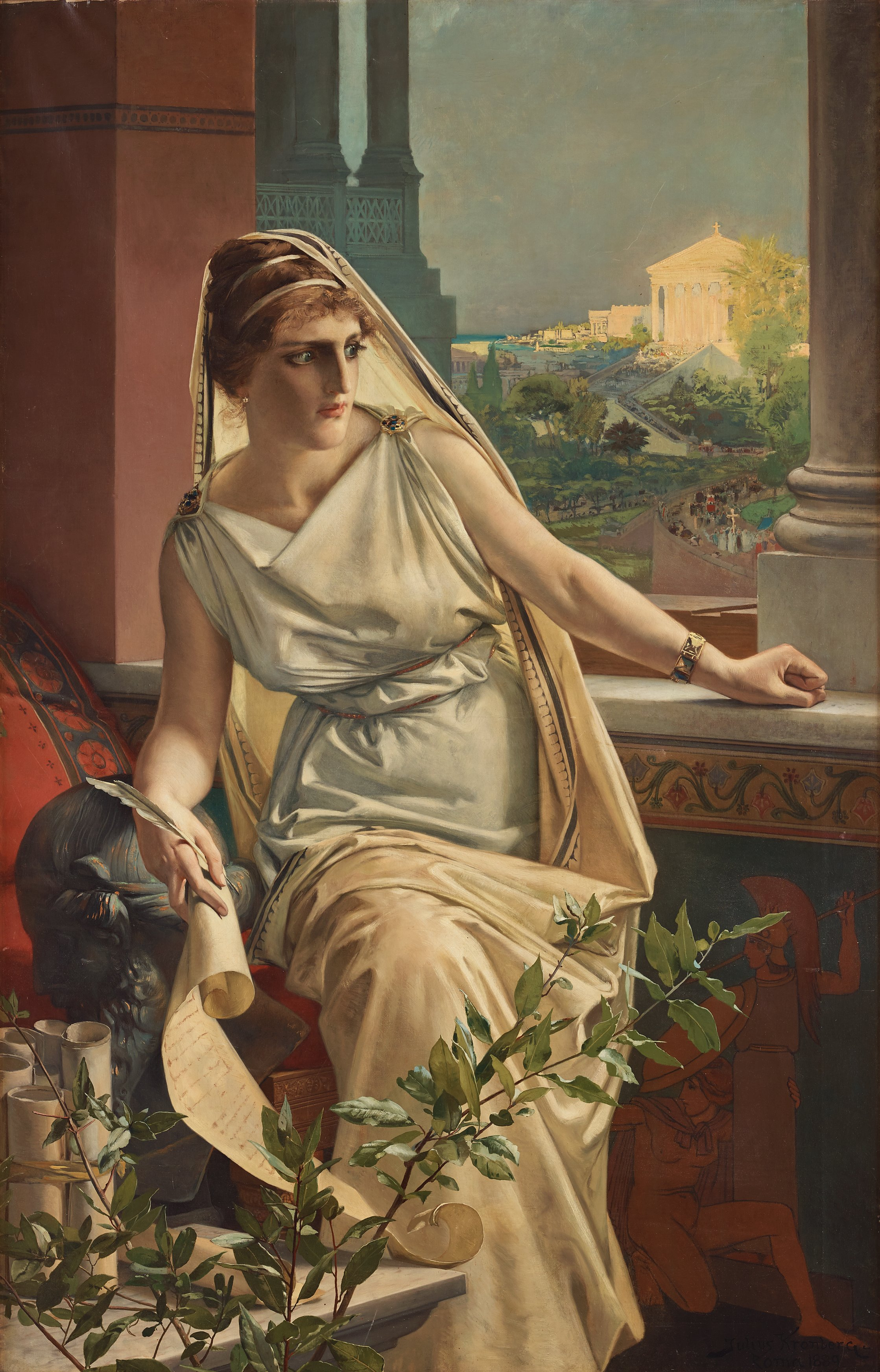
«Гипатия» (1889)
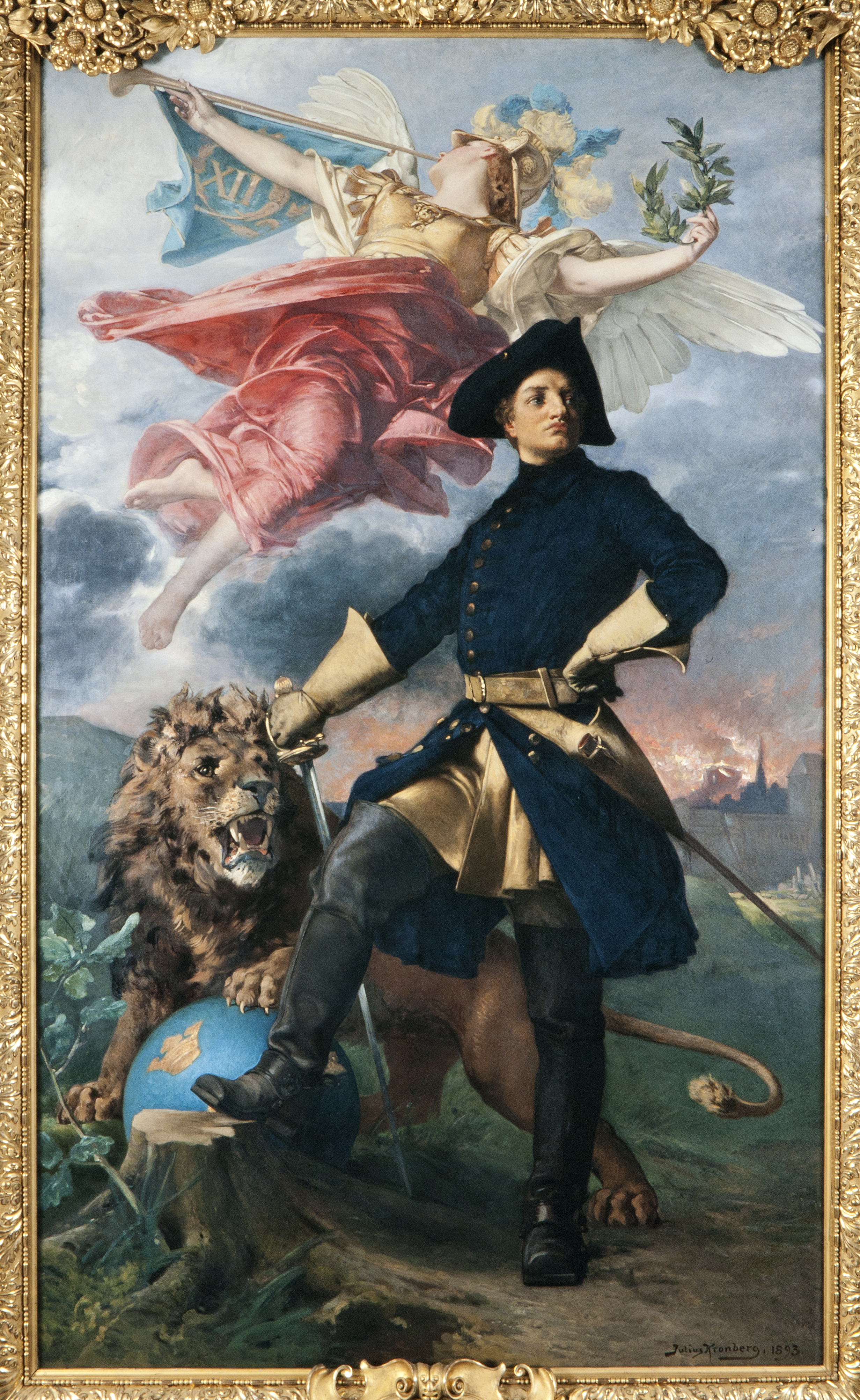
«Карл XII» (1893)
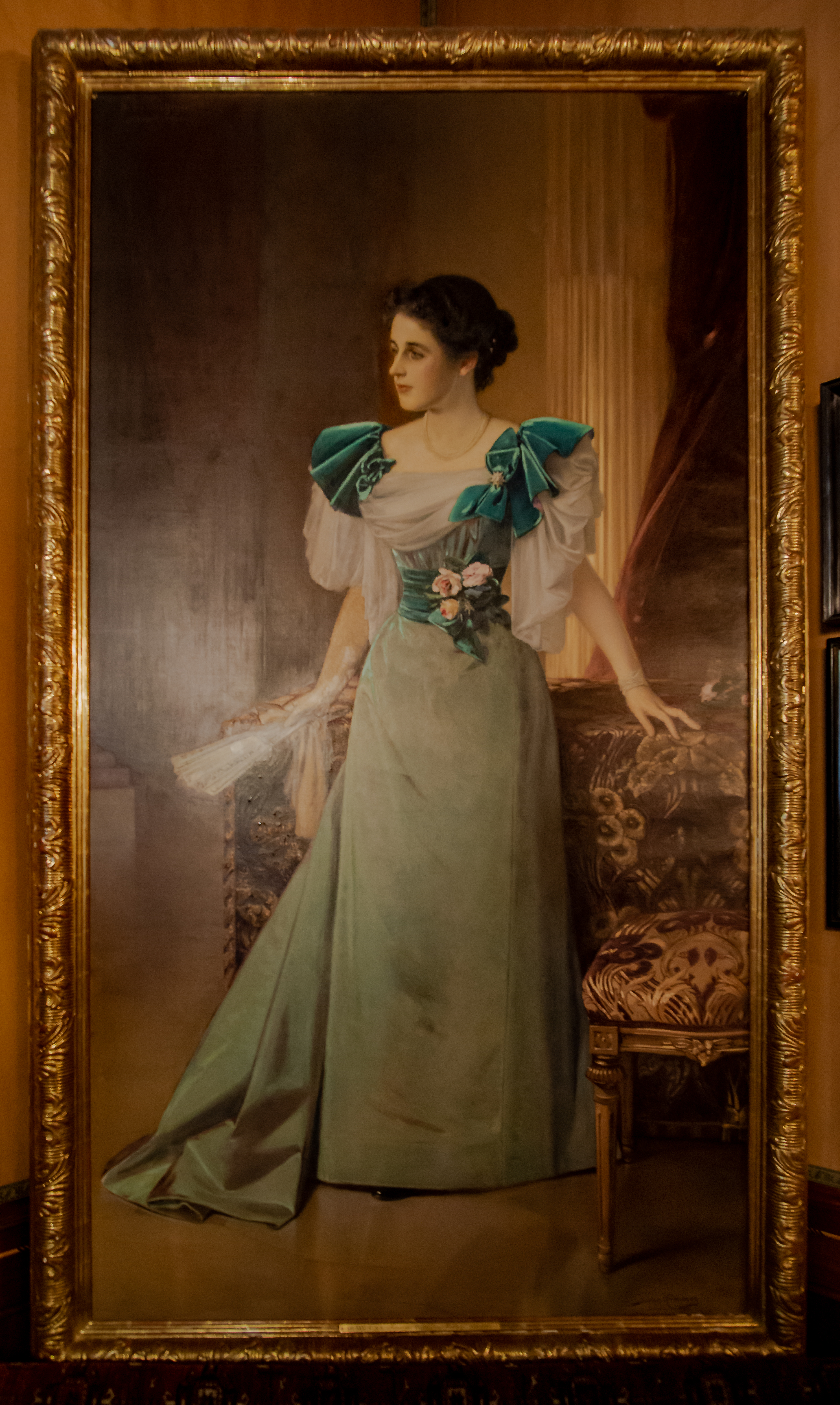
«Ирма фон Гейер» (1895)
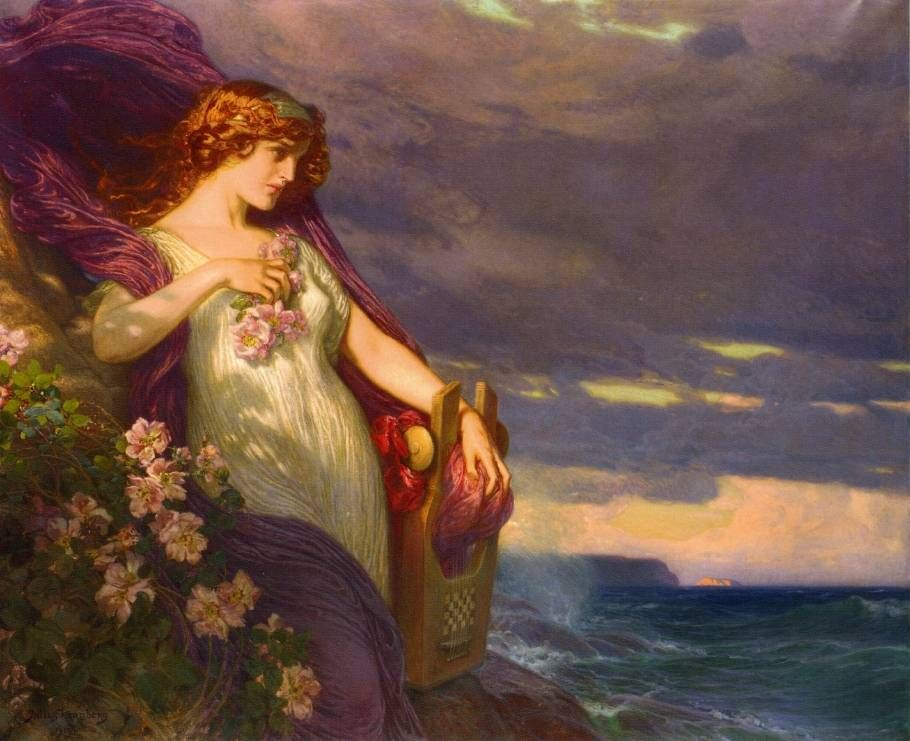
«Сапфо» (1913)